# Dave Smith (calciatore 1933)
Dave Smith, diminutivo di David Bowman Smith (Dundee, 22 settembre 1933 – 8 settembre 2022) è stato un allenatore di calcio e calciatore scozzese, di ruolo difensore.

## Carriera

### Giocatore
Smith trascorre la stagione 1949-1950 nelle giovanili del Burnley, club della prima divisione inglese, per poi un anno più tardi venire aggregato alla prima squadra; di fatto, gioca però le sue prime partite di campionato solamente nella stagione 1954-1955, all'età di 21 anni: dopo le 7 presenze della stagione in oggetto disputa altri 3 incontri nella stagione 1955-1956, mentre nella stagione 1956-1957 segna il suo unico gol in carriera nella prima divisione inglese e gioca 19 partite. Dal 1957 al 1959 gioca invece da titolare nei Clarets, con cui disputa rispettivamente 30 e 38 partite di campionato nelle stagioni 1957-1958 e 1958-1959; nella stagione 1959-1960, che il club conclude con la vittoria del campionato, gioca invece solamente una partita, a cui ne aggiunge altre 2 nell'annata seguente, la sua undicesima ed ultima nel Burnley, con cui ha segnato un gol in complessive 100 partite di campionato giocate (tutte in prima divisione). Nella stagione 1961-1962 gioca invece 15 partite in seconda divisione con il Brighton, per poi ritirarsi nel dicembre del 1962, all'età di 29 anni, dopo una breve parentesi al Bristol City, con cui gioca 3 partite in terza divisione.
In carriera ha totalizzato complessivamente 118 presenze ed un gol nei campionati della Football League.

### Allenatore
Subito dopo il ritiro è diventato vice allenatore dello Sheffield Weds; in seguito ha ricoperto un ruolo analogo anche al Newcastle Utd (era in squadra durante la vittoria della Coppa delle Fiere 1968-1969 da parte delle Magpies) ed all'Arsenal. All'inizio della stagione 1974-1975 riceve il suo primo incarico da allenatore, venendo ingaggiato dal Mansfield Town, club di quarta divisione che nella stagione precedente aveva dovuto essere rieletto nella Football League per via del suo piazzamento nei bassifondi della classifica; nella sua prima stagione alla guida degli Stags Smith a sorpresa vince il campionato, ed anche l'anno seguente in terza divisione dopo un inizio di stagione negativo riesce ad ottenere una striscia di diciannove risultati utili consecutivi grazie ai quali chiude il campionato in undicesima posizione; a fine stagione tuttavia Smith si dimette dal Mansfield Town e, poco dopo, si accasa in quarta divisione al Southend Utd. La sua permanenza agli Shrimpers si protrae per complessive sette stagioni: dopo un decimo posto nel suo primo campionato, conquista una promozione in terza divisione al termine della stagione 1977-1978. Nella stagione 1978-1979 mantiene la categoria grazie ad un tredicesimo posto in classifica, salvo poi retrocedere nuovamente in quarta divisione al termine della stagione 1979-1980; grazie alla vittoria del campionato dell'anno seguente la permanenza in quarta divisione dura tuttavia una sola stagione, a cui fanno seguito un settimo ed un quindicesimo posto in classifica in terza divisione nelle stagioni 1981-1982 e 1982-1983, terminata la quale lascia il club.
Dopo un periodo senza squadra, Smith torna ad allenare nel dicembre del 1984, subentrando a stagione in corso al Plymouth, con cui conquista un quindicesimo posto in terza divisione; già nella stagione 1985-1986 il rendimento migliora, tanto che grazie ad un secondo posto in classifica nella Third Division 1985-1986 riesce a conquistare una promozione in seconda divisione, categoria nella quale nelle stagioni 1986-1987 e 1987-1988 conquista poi rispettivamente un settimo ed un quindicesimo posto in classifica (il settimo posto, a poca distanza dalla qualificazione per i play-off per la promozione in prima divisione, rappresentava peraltro uno dei migliori piazzamenti di sempre nella storia del club del Devon). Nell'estate del 1988 Smith va invece ad allenare in Scozia al Dundee, uno dei due club della sua città natale, militante nella prima divisione scozzese; dopo soli sei mesi viene però esonerato con la squadra in zona retrocessione, concludendo così di fatto la sua unica esperienza calcistica (sia da giocatore che da allenatore) in Scozia: già nell'estate del 1989 è infatti nuovamente in Inghilterra, questa volta al Torquay Utd, club con il quale nelle stagioni 1989-1990 e 1990-1991 conquista due salvezze consecutive in quarta divisione, per poi all'età di 68 anni ritirarsi definitivamente dal mondo del calcio.

## Palmarès

### Giocatore

#### Competizioni nazionali
- Campionato inglese: 1

Burnley: 1959-1960
- FA Charity Shield: 1

Burnley: 1960

### Allenatore

#### Competizioni nazionali
- Campionato inglese di quarta divisione: 2

Mansfield Town: 1974-1975
Southend United: 1980-1981

#### Competizioni regionali
- Forfarshire Cup: 1

Dundee: 1988-1989